# Joaquín Calvo Sotelo
Joaquín Calvo Sotelo (La Coruña, 5 de marzo de 1905 - Madrid, 7 de abril de 1993) fue un dramaturgo y periodista español, hermano del político José Calvo Sotelo y tío de Leopoldo Calvo-Sotelo.

## Biografía
Hijo de un juez, Pedro Calvo y Camina, y de Elisa Sotelo Lafuente, la profesión de su padre hizo que tuviera que cambiar frecuentemente de residencia durante su infancia. Trasladado definitivamente a Madrid, Joaquín estudió con los jesuitas de Chamartín, y luego Derecho en la Universidad Central. En 1927 ingresó en el Cuerpo de Abogados del Estado. Como cronista escribió principalmente en ABC y recorrió prácticamente todo el mundo, escribiendo algunos libros de viajes como Nueva York en retales o Muerte y resurrección de Alemania. Por uno de los artículos que figuran en este segundo volumen recibió el Premio Mariano de Cavia de 1950.
Durante la guerra civil española tuvo que refugiarse en la embajada de Turquía, de la que pasó a la de Chile, y, por medio de esta, embarcó en Alicante en el destructor de la Armada Argentina Tucumán en el que viajó a Marsella. Regentó entre 1933 y 1942 la secretaría general de la Cámara Oficial del Libro de Madrid, que posteriormente fue convertida, merced a su esfuerzo, en el Instituto Nacional del Libro Español, del que se separó en 1943. Ofreció numerosas conferencias en Argentina, Chile, Uruguay, Brasil, Japón. Fue un escritor muy popular, y una encuesta del Instituto de la Opinión Pública sobre popularidad de escritores en los años cincuenta señaló su nombre como uno de los más conocidos. Fue miembro numerario de la Real Academia Española, donde ingresó en 1955 con un discurso sobre El tiempo y su mudanza en el teatro de Benavente y presidió la Sociedad General de Autores de España entre 1963 y 1969.

## Obra
Ameno articulista, como dramaturgo se distingue como fino humorista y buen dibujante de caracteres, así como dominador de la técnica teatral. Sin embargo, se le achaca una cierta tendencia al sermoneo y un lenguaje y una sintaxis demasiado literarias y algo rebuscadas para resultar naturales.
En su teatro pone de manifiesto la hipocresía moral, el materialismo y las miserias de la mediocre sociedad burguesa surgida con el franquismo, porque es esencialmente un moralista. Su ideología, conservadora y profundamente cristiana, le sirve a veces para resolver sus obras, como en el caso de La Muralla. 
Cultivó sobre todo la comedia (Tánger, La visita que no tocó el timbre), el drama de tesis al modo de Linares Rivas (La muralla, La cárcel infinita, alegato anticomunista; La ciudad sin Dios, en torno a la necesidad de la religión; Dinero, sobre la hipocresía en la amistad; Criminal de guerra, sobre vencedores y vencidos en la Segunda Guerra Mundial; El jefe, pieza de contenido antianarquista que expresa la necesidad social de un poder establecido; Historia de un resentido, pieza sobre un escritor fracasado que pretende mostrar la existencia de almas nobles en el bando republicano; La herencia, donde se plantea el ir olvidando los trágicos acontecimientos del 36) y el drama histórico (María Antonieta, Plaza de Oriente,  visión de la historia de España desde la Restauración a la Guerra Civil en un tono de nacionalismo y sentimentalismo exacerbado; El proceso del arzobispo Carranza, sobre el famoso proceso de la Inquisición de Felipe II contra un erasmista del cual se beneficiaron fundamentalmente las arcas del rey; El poder, sobre el Renacimiento; La pasión de amar, sobre el cisma anglicano desde la perspectiva de Catalina de Aragón). Obtuvo varios éxitos; el primero fue Cuando llegue la noche (1943). 
Su bautismo en el teatro fue en 1932, cuando estrenó su obra A la tierra, kilómetros 500.000. A esta siguió en Madrid El rebelde (1934) y El alba sin luz (1937) en Buenos Aires; después, La vida inmóvil (1939), Cuando llegue la noche y La última travesía (1943). La Real Academia Española le premió dos veces, una con el premio Piquer de comedia en 1939 por La vida inmóvil y otra con el premio Espinosa y Cortina de 1945 por La cárcel infinita. También recibió el Premio Nacional de Teatro Benavente durante dos años consecutivos por La visita que no tocó el timbre (1950) y por Criminal de guerra (1952). Para el actor Alberto Closas escribió una trilogía diplomática integrada por Una muchachita de Valladolid (1957), Cartas credenciales (1960) y Operación embajada (1962).
Su mayor éxito, y a escala internacional, fue La muralla, una pieza de tesis muy polémica y traducida a varios idiomas y representada innumerables veces batiendo la marca hasta entonces de cualquier obra representada con éxito en España, y en la cual se trata el tema de los vencedores y los vencidos en la Guerra Civil. El protagonista, mientras dirige un cuerpo de las tropas vencedoras, encarcela a un notario rico y le hace prometer que no lo fusilará si hace escrituras en su favor legándole todos sus bienes; así lo hace y sin embargo el notario muere. Tiempo después, cuando disfruta de su nueva posición, un médico le revela que solo le quedan unos meses de vida, y decide salvar su alma devolviéndolo todo a los legítimos propietarios y herederos del notario. Pero se alza en torno a él una muralla constituida por su familia, esposa e hijos, a los que les da igual que su alma se condene y solo quieren disfrutar de los bienes que él les legará, poniendo de manifiesto la hipocresía de las clases burguesas.

## Obras

### Libros de viajes
- Nueva York en retales
- Muerte y resurrección de Alemania

### Narrativa
- 5 Historias de opositores y 11 historias más. Madrid: Prensa Española, 1968.

### Poesía
- Cuadernos de humor y luto. 1992

### Teatro
- A la tierra, kilómetros 500.000, 1932
- El rebelde, 1934.
- El alba sin luz, 1937.
- La vida inmóvil, 1939.
- ¡Viva lo imposible!, 1939.
- Cuando llegue la noche, 1943.
- La última travesía, 1943.
- La cárcel infinita, 1945.
- El fantasma dormido, 1945.
- Tánger, 1945.
- El jugador de su vida, 1947.
- Plaza de Oriente, 1947.
- La gloria en cuarto menguante, 1947.
- Damián, 1948-1949.
- Historias de una casa, 1948-1949.
- La visita que no tocó el timbre, 1949.
- Nuestros ángeles, 1950.
- Criminal de guerra, 1951.
- María Antonieta, 1952.
- Cuando llegue el día, 1952.
- El jefe, 1953.
- La mariposa y el ingeniero, 1953.
- Milagro en la Plaza del Progreso, 1953.
- La muralla, 1954.
- Historia de un resentido, 1956.
- Una muchachita de Valladolid, 1957.
- La herencia, 1957.
- La ciudad sin Dios, 1957.
- Cartas credenciales, 1960.
- El glorioso soltero, 1960.
- Dinero, 1961.
- Fiesta de caridad, 1961.
- Micaela, 1962.
- Operación embajada, 1962.
- El proceso del arzobispo Carranza, 1964.
- La corona de dalias, 1963.
- La condesa Laurel, 1964.
- El poder, 1965.
- El baño de las ninfas, 1966.
- La amante, 1968.
- El inocente, 1969.
- Una noche bajo la lluvia, 1969.
- El alfil, 1971.
- La pasión de amar, 1990.

### Conferencias
- Autopsia de la República. Conferencia pronunciada el 5 de marzo de 1961 en el Círculo Balmes de la Casa de Pilatos de Sevilla.

### Televisión
- La bolsa de las palabras
- La bolsa de los refranes (1977).

Ambos programas también fueron editados como libro.